# Аскалаф (Метаморфозы)
Аска́лаф (или Аскалаб, др.-греч. Ἀσκάλᾰφος) — в древнегреческой мифологии садовник Аида. Сын Ахерона и Горгиры (либо Ахерона и Орфны), или сын Стикса.
Когда Персефона собиралась в первый раз вернуться из царства Аида на землю, Аскалаф сказал, что видел, как богиня ела «пищу мертвых» — в древнегреческой мифологии семена граната. Разгневанная мать Персефоны Деметра заточила садовника в яму, накрыв скалой . Геракл освободил его, откатив скалу, покрывавшую его, и тогда Деметра превратила Аскалафа в сыча (либо филина или сову).
По другой версии, Аскалаф («Пятнистая ящерица») — некий мальчик из Элевсина, сын Мисмы. Когда его мать напоила Деметру, он насмехался над ней и назвал Деметру «жадной», так как она выпила напиток Мисмы одним глотком. Тогда Деметра вылила на него остаток питья (воды, смешанной с мятой и мукой). Аскалаф превратился в пятнистую ящерицу, живущую около канав с водой.
Аналогичную историю рассказывают об Абанте, старшем сыне элевсинского царя Келея и его жены Метаниры.